# Аугис, Альгимантас Ромальдович
Агильмантас Ромальдович Аугис (род. 1942) — литовский советский ветеринар и колхозник, депутат Верховного Совета СССР.

## Биография
Родился в 1942 году. Литовец. Член КПСС с 1962 года. Образование высшее — окончил Литовскую ветеринарную академию.
В 1960—1962 годах — ветеринарный техник колхоза, затем на комсомольской и хозяйственной работе. С 1965 года — председатель колхоза «Тарибинис артояс» Шяуляйского района Литовской ССР.
Депутат Совета Национальностей Верховного Совета СССР 9 созыва (1974—1979) от Шяуляйского сельского избирательного округа № 256 Литовской ССР.